# Mausendorf (Schalkau)
Mausendorf mit Neundorf sind ein weilerartiger Ortsteil von Schalkau im Landkreis Sonneberg in Thüringen.

## Lage
Mausendorf und der Nachbarort Neundorf liegen im westlichen Teil des Landkreises Sonneberg an der Landkreisgrenze zu Hildburghausen. Die Gemarkungen liegen am Fuß des Bleßberges direkt im Schalkauer Plateau, am Rande des Thüringer Waldes und des Thüringer Schiefergebirges. Die Landesstraße 2094 und die Kreisstraßen 11 und 528 erfassen die Weiler verkehrsmäßig.

## Geschichte
1516 wurde der Weiler erstmals urkundlich genannt.
40 Bewohner leben im Dörfchen. Im Jahr 1910 hatte der Ort 79 und 1939 89 Einwohner.
Am 1. Juli 1950 wurde die bis dahin eigenständige Gemeinde Neundorf eingegliedert.
Am 1. Juni 1992 wurde Mausendorf nach Schalkau eingemeindet.

## Dialekt
In Mausendorf wird Itzgründisch, ein mainfränkischer Dialekt, gesprochen.